# Strange Behaviour
Strange Behaviour é uma coletânea musical que traz remixes do grupo Duran Duran, lançado pela EMI em março de 1999.

## Faixas
CD 1: 1981-1984:
1. "Planet Earth [Night Mix]"  – 6:58
2. "Girls on Film [Night Version]"  – 5:31
3. "My Own Way [Night Version]"  – 6:37
4. "Hungry Like the Wolf [Night Version]"  – 5:12
5. "Hold Back the Rain [Remix]"  – 6:38
6. "Rio [Carnival Version]"  – 6:41
7. "New Religion [Carnival Version]"  – 5:19
8. "Is There Something I Should Know? [Monster Mix]"  – 6:41
9. "Union Of The Snake [Monkey Mix]"  – 6:28
10. "New Moon On Monday [Extended Version]"  – 6:03
11. "The Reflex [Dance Mix]"  – 6:33
12. "The Wild Boys [Wilder Than Wild Boys Extended Mix]"  – 8:01

CD 2: 1986-1993:
1. "Notorious [Extended Mix]"  – 5:15
2. "Skin Trade [Stretch Mix]"  – 7:41
3. "'Meet El Presidente' [12" Version]"  – 7:14
4. "American Science [Chemical Reaction Mix]"  – 7:42
5. "I Don't Want Your Love [Dub Mix]"  – 7:36
6. "All She Wants Is [US Master Mix]"  – 7:19
7. "Violence Of Summer [Power Mix]"  – 4:58
8. "Come Undub"  – 4:47
9. "Love Voodoo [Sidney St. 12" Mix]"  – 4:40
10. "Too Much Information [12" Jellybean Mix]"  – 6:43
11. "None Of The Above [Drizabone 12" Mix]"  – 6:36
12. "Drowning Man [D:Ream Ambient Mix]"  – 6:45